# جوستن كورزيل

جوستن كورزيل (مواليد 1974) هو مخرج أسترالي، أخرج فيلم أساسنز كريد.

## وصلات خارجية
- جوستن كورزيل على موقع IMDb (الإنجليزية)
- جوستن كورزيل على موقع روتن توميتوز (الإنجليزية)
- جوستن كورزيل على موقع ألو سيني (الفرنسية)
- جوستن كورزيل على موقع أول موفي (الإنجليزية)
- جوستن كورزيل على موقع قاعدة بيانات الأفلام السويدية (السويدية)
- جوستن كورزيل على موقع ديسكوغز (الإنجليزية)
- جوستن كورزيل على موقع قاعدة بيانات الفيلم (الإنجليزية)
- جوستن كورزيل على موقع كينوبويسك (الروسية)